# Prometeizm

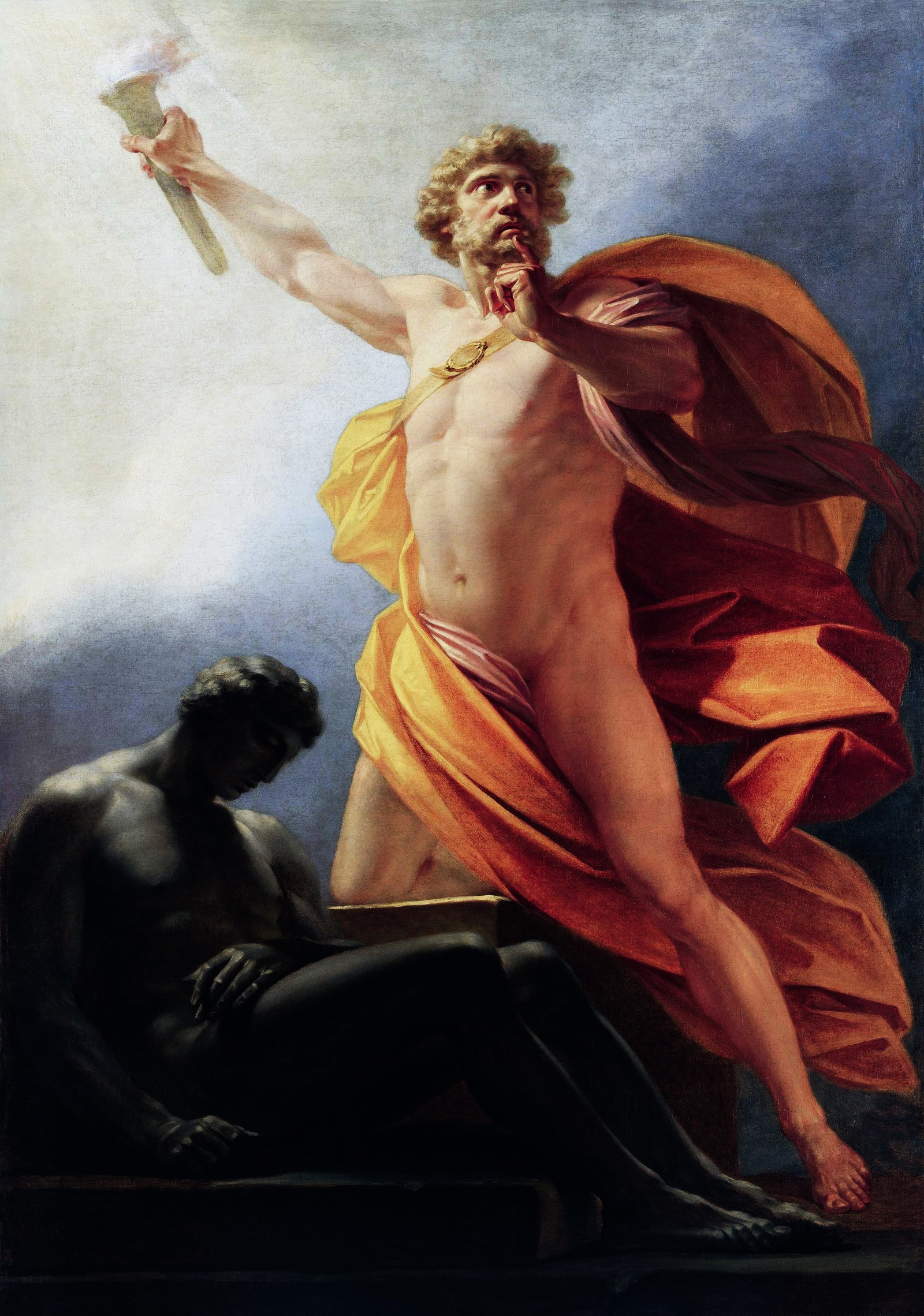
Prometeusz na obrazie Heinricha Fügera (1817)

Prometeizm – postawa etyczna, dla której ideałem moralnym jest dobrowolne podporządkowanie działań jednostki dobru ludzkości. Nawiązuje do mitycznej postaci Prometeusza. Oznacza bunt przeciwko boskim wyrokom oraz cierpienie własne w imię szczęścia ogółu.
Przykładami z literatury mogą być dr Rieux z Dżumy Alberta Camus, Kordian z dramatu romantycznego Juliusza Słowackiego, Konrad w III części Dziadów Adama Mickiewicza (jego prometejska postawa ukazana jest w Wielkiej improwizacji), postać dr. Judyma z Ludzi bezdomnych Stefana Żeromskiego oraz biblijny Adam w utworze Dies irae Jana Kasprowicza.
Pojęciem, które wiąże się z postawą Prometeusza, jest tzw. kompleks Prometeusza, czyli dążenie do uzyskania przewagi nad własnym ojcem.